# Arlit, deuxième Paris
Pour plus de détails, voir Fiche technique et Distribution.
Arlit, deuxième Paris (Arlit The Second Paris) est un documentaire franco-béninois réalisé par Idrissou Mora Kpaï sorti en 2007.

## Synopsis
Née des mines d'uranium et de l’immigration, Arlit est une ville du Niger à la frontière du désert. Ancien Eldorado et plaque tournante de la région dans les années 1970 en raison de l’exploitation de l’uranium par la COGEMA (actuellement AREVA), Arlit incarnait l’aventure et la réussite. Mais la chute du prix de l’uranium et la rébellion touareg au début des années 1980 en ont fait une ville fantôme. Leur espoir d’une détente économique déçu, les habitants d’Arlit prennent par ailleurs conscience des dégâts humains, sanitaires et environnementaux provoqués par l’exploitation du minerai radioactif.
Arlit sert aujourd’hui de lieu de transit pour les clandestins en partance vers l’Europe. Venus des quatre coins du continent africain, ces émigrants font escale dans cet endroit désolé et poussiéreux avant de continuer leur périple vers le Maroc ou l’Algérie. Bien que la misère marque son quotidien, Arlit reste un melting-pot multiculturel fascinant’’.

## Fiche technique
- Réalisation : Idrissou Mora Kpaï
- Scénario : Isabelle Boni-Claverie (collaboration)
- Photographie : Jacques Besse
- Musique : Groupe Ferdewass D'Arlitet, Amadou Sariki Nomma
- Montage : Vera Memmi
- Production : Eliane Lacroux, Jeanette Jouili, Idrissou Mora Kpaï
- Durée : 78 min
- Année de tournage : 2005
- Pays :  Bénin et  France
- Dates de sortie : 2007

## Distinctions
- Festival Cinéma Africano Asia e America Latina, Milano 2005
- International Film Festival Innsbruck 2005